# Scorpaenodes steenei
Scorpaenodes steenei är en fiskart som beskrevs av Allen, 1977. Scorpaenodes steenei ingår i släktet Scorpaenodes och familjen Scorpaenidae. Inga underarter finns listade i Catalogue of Life.